# Iridomyrmex sanguineus
Iridomyrmex sanguineus é uma espécie de formiga do gênero Iridomyrmex.

## Descrição
A espécie Iridomyrmex sanguineus é encontrada geralmente entre as altitudes de 0 a 768 metros.